# Боровых, Галина Олимпиевна
Гали́на Оли́мпиевна Боровы́х (23 декабря 1952, пос. Висимо-Уткинск, Висимский район, Свердловская область, РСФСР, СССР — 27 июня 2011, Нижний Тагил, Свердловская область) — врач-кардиолог, организатор здравоохранения.

## Биография
Родилась 23 декабря 1952 года в поселке Висимо-Уткинск Висимского района Свердловской области в семье Олимпия Георгиевича и Таисьи Николаевны Архиповых.
Еще в школьные годы решила связать свою судьбу с медициной. По окончании школы в 1970 г. подала документы в Тюменский государственный медицинский институт, однако для поступления не хватило одного балла. Поступила в Нижнетагильское медицинское училище, которое окончила с отличием в 1972 г. По окончании училища работала медсестрой в отделении для недоношенных детей городской детской больницы № 2 г. Нижнего Тагила. В 1973 г. поступила на лечебно-профилактический факультет Свердловского государственного медицинского института. Параллельно с учебой работала медсестрой сначала в поликлинике, затем — в неврологическом отделении городской больницы им. Лепешинского г. Свердловска.
По окончании института в 1980 г. вернулась в Нижний Тагил, и поступила на работу в Городскую больницу № 3 врачом-интерном по терапии. В 1981 г. переведена в поликлинику при больнице цеховым врачом, с 1982 г. работала в кардиологическом отделении больницы врачом-кардиологом. В 1985 г. назначена заместителем главного врача по лечебной части.
После объединения в 1995 г. городских больниц № 2 и № 3 в Центральную городскую больницу № 2 (с 1997 г. — Демидовская центральная городская больница) Г. О. Боровых назначена заместителем главного врача по терапевтическому корпусу (фактически возглавила бывшую больницу № 3, где после объединения сосредоточились отделения терапевтического профиля ДЦГБ). В 1996 г. занимаемая ею должность получила новое наименование — главный специалист по терапии. В 1999 г. назначена заместителем главного врача Демидовской центральной городской больницы по терапии. С 2002 г. — заместитель главного врача Демидовской центральной городской больницы по лечебной части.
Перейдя в 1985 г. на руководящую работу, не прервала свою деятельность в качестве практикующего врача-кардиолога, проводила лечение больных кардиологического профиля, включая ночные дежурства в палате интенсивной терапии. Большое внимание уделяла подготовке молодых специалистов-кардиологов.
Будучи великолепным диагностом, обладая тонкой врачебной интуицией, базировавшейся на широкой эрудиции, и благодаря умению найти индивидуальный подход в тактике лечения больных, Г. О. Боровых за многие годы работы спасла сотни человеческих жизней. Отличалась внимательным, чутким, доброжелательным отношением к каждому пациенту, умением настроить его на выздоровление. При выписке пациентов из стационара, при консультациях больных не ограничивалась сухими рекомендациями по приему лекарственных препаратов, а стремилась научить полноценной жизни с имеющимися проблемами.
В качестве заместителя главного врача Г. О. Боровых провела большую работу по внедрению передовых методов диагностики и лечения, по организации новых направлений медицинской помощи населению города и совершенствованию действовавшей системы здравоохранения. Много внимания уделяла оснащению больницы новым, в том числе высокотехнологичным оборудованием.
В 2009 г. в связи с тяжелым заболеванием и необходимостью длительного лечения Г. О. Боровых была переведена на должность врача-методиста, внесла значительный вклад в организационно-методическое обеспечение деятельности больницы.
Скончалась после тяжелой длительной болезни 27 июня 2011 года. Похоронена на Висимском кладбище г. Нижнего Тагила.